# Hosszúlovászi mészárlás
A hosszúlovászi mészárlás (horvátul: Pokolj u Lovasu, szerbül: Масакар у Ловасу) 1991. október 10. és 18. között, a horvátországi háború idején Hosszúlovász község 70 horvát etnikumú polgári lakosának meggyilkolása volt. A gyilkosságok október 10-én, a falunak a horvátországi szerb erők és a Dušan Silni félkatonai csoport által támogatott Jugoszláv Néphadsereg (JNA) általi megszállása során és közvetlenül azt követően kezdődtek két nappal azután, hogy Horvátország kikiáltotta függetlenségét Jugoszláviától. A megszállás a vukovári csata idején történt, mivel a JNA igyekezett megszilárdítani ellenőrzését Vukovár városát körülvevő terület felett. A polgári lakosság meggyilkolása és bántalmazása október 18-ig folytatódott, amikor a civilek egy csoportját őrző csapatok fegyverrel kényszerítették őket egy aknamezőre, majd tüzet nyitottak rájuk.
Miután a horvátországi szerb erők, a JNA, és a félkatonai erők megerősítették az ellenőrzésüket a faluban, a horvát lakosságnak fehér karszalagot kellett viselnie, és fehér lepedővel meg kell jelölnie házait. A lovászi templomot felgyújtották, 261 házat kifosztottak és leromboltak, 1341 civil pedig kénytelen volt elhagyni otthonát. Az áldozatok holttestét 1997-ben egy tömegsírból és tíz, egyes sírból emelték ki. Hosszúlovászt a háború után újjáépítették, de a háború előttihez képest lakosságszáma harmadával csökkent.
Slobodan Milošević szerb elnök és Goran Hadžić, a horvátországi szerbek magas rangú tisztviselője ellen a volt Jugoszláviával foglalkozó nemzetközi büntetőtörvényszék (ICTY) vádiratában szerepel Hosszúlovász megszállása, civil lakosságának meggyilkolása és kiűzése, továbbá, hogy a szakadár régiót a Kelet-Szlavóniai, Baranyai és Nyugat-Szerémségi Szerb Autonóm Terület részévé nyilvánították, azonban Milošević és Hadžić is meghalt, mielőtt tárgyalásuk befejeződhetett volna. A szerb hatóságok egy négyfős csoportot bíróság elé állítottak és elítéltek a gyilkosságokért, de 2014-ben egy fellebbezést követően újratárgyalást rendeltek el. Horvátország a gyilkosságokkal kapcsolatban 17 személy ellen emelt vádat, bár közülük csak kettő állt a hatóságok rendelkezésére. Egyiküket felmentették, a másikat pedig alkalmatlannak nyilvánították a tárgyalásra.

## Előzmények
1990-ben a horvát szocialisták választási vereségét követően az etnikai feszültségek tovább fokozódtak Horvátországban. A Jugoszláv Néphadsereg (Jugoslovenska Narodna Armija – JNA) elkobozta Horvátország területvédelmi fegyvereit (Teritorijalna obrana – TO), hogy minimalizálja a lehetséges ellenállást. 1990. augusztus 17-én a fokozódó feszültség a horvátországi szerbek nyílt lázadásává fajult.A lázadás Dalmácia hátországának Knin körüli, túlnyomórészt szerbek lakta területein, valamint a Lika, Kordun, Banovina régiók és Kelet-Horvátország egyes részein zajlott. 1991 januárjában Szerbia Montenegró, valamint a szerbiai Vajdaság és Koszovó tartományok támogatásával kétszer is sikertelenül próbálkozott, hogy megszerezze a jugoszláv elnökség jóváhagyását a JNA bevetéséhez a horvát biztonsági erők leszerelésére.
A szerb felkelők és a horvát különleges rendőrség között márciusban vívott vértelen összecsapás után maga a JNA, Szerbia és szövetségesei támogatásával, kérte a szövetségi elnökséget, hogy adjon neki háborús jogosítványokat és hirdessen ki rendkívüli állapotot. A kérelmet 1991. március 15-én elutasították, és a JNA Slobodan Milošević szerb elnök irányítása alá került 1991 nyarán, amikor a jugoszláv szövetség szétesésnek indult. A hónap végére a konfliktus eszkalálódott, ami a háború első halálos áldozataihoz vezetett. A JNA ezután közbelépett, hogy támogassa a felkelőket, és megakadályozza a horvát rendőrség beavatkozását. Április elején a horvátországi szerb lázadás vezetői bejelentették, hogy az ellenőrzésük alatt álló területeket integrálják Szerbiával. Horvátország kormánya ezt az elszakadás aktusának tekintette.
1991 márciusára a konfliktus Horvátország függetlenségi háborújává fajult, majd 1991 júniusában, Jugoszlávia felbomlásával Horvátország kikiáltotta függetlenségét. A függetlenségi nyilatkozat három hónapos moratóriumot követően október 8-án lépett hatályba. Mivel a Jugoszláv Néphadsereg egyre inkább támogatta a SAO Krajinát, ezzel a horvát rendőrség nem tudott megbirkózni. Így 1991 májusában megalakult a Horvát Nemzeti Gárda (ZNG). Horvátország haderejének fejlődését hátráltatta az ENSZ szeptemberben bevezetett fegyverembargója, miközben a horvátországi katonai konfliktus tovább eszkalálódott, augusztus 26-án kezdődött a vukovári csata.

## A gyilkosságok
Ahogy a JNA jelentős új egységeket vezényelt a vukovári csatába, köztük a 453. gépesített dandárt, az 1. Proleter gárda gépesített hadosztályt és a 252. páncélos dandárt, a fegyveres összecsapások Kelet-Szlavóniában is  fokozatosan felerősödtek, A csata kezdeti szakaszában Vukovár városától délkeletre a JNA számos horvát falut (köztük Hosszúlovászt is) bekerített. 1991. szeptember végén a térség legkeletibb horvát állásai a Csótnémeti–Illyefő–Hosszúlovász és a falvakat összekötő vonal mentén húzódtak. Ezeket a 3. gárdadandár 2. zászlóalja és a 109. gyalogdandár védte.
Október 1-jén, miután a JNA átvette a Berzétemonostor–Valkószentmária–Bogdánfalva–Vukovár út ellenőrzését, a 3. gárdadandár 2. zászlóalját és a 109. gyalogdandárt, hogy visszaállítsák a horvát ellenőrzést a Vinkovce és Vukovár közötti útvonalon, Vukovártól délre helyezték át. A JNA megbízta a 2. Proleter gárda gépesített dandárt, hogy tisztítsa meg a horvát erőktől a Hosszúlovásszal a középpontjában kialakult beékelődést. A JNA-t a Dragoslav Bokan vezette „Dušan Silni” szerb félkatonai alakulat és a Szerb Nemzeti Megújulás Pártja, valamint a horvátországi szerb területvédelmi erők támogatták.

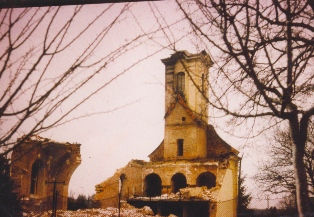
Lerombolt lovászi templom 1991. októberében

A félkatonai szervezetek és a területvédelmi erők által támogatott JNA október 10-én reggel ellenállás nélkül vonult be Hosszúlovászra. Az eseményekben részt vevő egyik félkatonai szervezet bírósági vallomása szerint a Lovász ellen vonuló csapatoknak azt mondták, hogy a falu védelmében 300-400 ZNG katonára számítsanak. Miután a támadó erők behatoltak a faluba, a csapatok több órán keresztül folytatták a gránátok dobását és a házakra történő véletlenszerű lövöldözést. A támadás során 22 civilt öltek meg otthonaikban vagy a házak hátsó udvaraiban. A falu bevételét követően a horvát civileknek fehér karszalagot kellett viselniük, házaikat pedig fehér lepedővel jelölték meg. A megjelölt házakat a TO és a félkatonai csoportok kifosztották és felgyújtották. A falu feletti ellenőrzést Ljuban Devetaknak, és az általa írányított „Dušan Silni” félkatonai szervezetnek adták át. Devetakot falu parancsnokának nevezték,  de az egész régiót továbbra is a JNA irányította. A következő héten a félkatonai szervezetek és a szerb területvédelmi csapatok a rögtönzött fogolytáborokban további 23 civilt öltek meg. A rögtönzött táborokat a foglyok kínzására és bántalmazására is használták, ahol többek között háborús nemi erőszakot követtel el, amely 18 civilnek okozott súlyos sérüléseket.

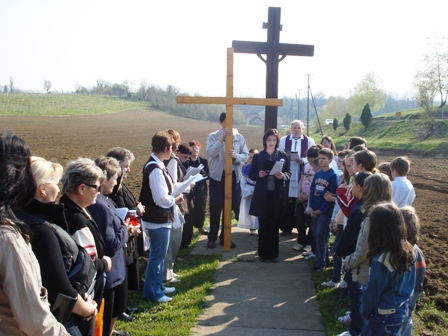
Megemlékezés az egykori aknamező helyén álló keresztnél

Október 17-én minden 18 és 60 év közötti férfit megjelenésre köteleztek, majd egyik napról a másikra őrizetbe vették őket azzal az ürüggyel, hogy előző este valaki lövést adott le a faluban. Azon az éjszakán a fogvatartottakat megverték és más módon bántalmazták. Körülbelül 20 főt reggel elengedtek, a többiekkel pedig közölték, hogy szőlőszüretre viszik őket. A civilek katonai kísérettel sétáltak ki a faluból. Az egyik civilt az őrök még azelőtt megölték, mielőtt a csoport elérte volna a Vukovár–Felsőtárnok út 1–2 km-re levő egy pontját, ahol fegyverrel egy lóhereföldre vezényelték őket. A férfiaknak azt mondták, hogy fogják meg egymás kezét, és lábukkal söprő mozdulatokat tegyenek maguk előtt. A JNA korábban taposóaknákat helyezett el a mezőn. A szerencsétlenek több aknát indítottak be, miközben a civil foglyokat őrző katonák is lőttek a terepen tartózkodó férfiakra. A túlélők ezután kénytelenek voltak összeszedni a halottakat és a sérülteket, és eltakarítani a megmaradt aknákat. Az aknamezőre kényszerült 50 civil közül 21-en az aknamezőn haltak meg. Az aknarobbanásban vagy lövöldözésben megsebesült személyek száma különböző jelentések szerint 14 vagy 15 volt. Október 17. és november 3. között a szerb erők további 28 civilt öltek meg, majd november végéig további három civilt öltek meg a faluban. 1991 októbere és novembere között mintegy 90 horvát és más nem szerb civilt öltek meg a szerb erők, vagy tűntek el

## Következmények
Közvetlenül a falu JNA és a félkatonai szervezet általi birtokbavétele után 1341 civil volt kénytelen elhagyni Hosszúlovászt. A helyi római katolikus Szent Mihály templomot felgyújtották és 261 házat megsemmisítettek. 1995-ben létrejött az Egyesült Nemzetek Szervezete Kelet-Szlavónia, Baranya és Nyugat-Szerémségi Átmeneti Adminisztrációja (UNTAES) és létrejött a horvát hatóságok, valamint a régióban élő horvátországi szerbek közötti Erdődi megállapodás a régióban a horvát ellenőrzés fokozatos visszaállításáról. 1997. június 2-án az ENSZ szakértői megkezdték a hosszúlovászi tömegsírból az áldozatok exhumálását. A tömegsírból végül hatvannyolc holttest került elő, köztük a Lovászban meggyilkoltak holtteste, ezen kívül egyéni sírokból további tíz holttest került elő. Az exhumált áldozatokat 1998. március 21-én temették újra. A tömegsír helyén 1999. május 27-én a civil áldozatok emlékére emlékművet, az aknamező helyén pedig azt jelölő keresztet állítottak. A közeli Jelaš-erdőben három egyéni sír mellett egy másik tömegsírt is felfedeztek, amely hat ember holttestét tartalmazta. A többi temetkezési helyhez hasonlóan az ott eltemetett áldozatok között voltak lovásziak, valamint a környéken máshol megöltek is. Hosszúlovászt a háború után újjáépítették, de népessége kb. egyharmadára esett vissza a háború előtti szinthez képest.

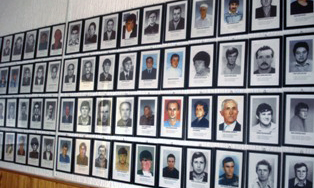
A meggyilkolt áldozatok emlékfala

A volt Jugoszláviával foglalkozó nemzetközi büntetőtörvényszék (ICTY) a Milošević elleni vádiratba belefoglalta a Hosszúlovászban 1991 októberében elkövetett háborús bűnöket is. Milošević pere 2002. február 12-én kezdődött, de Milošević 2006 márciusában meghalt, mielőtt még ügyében ítélet született volna.
1994-ben és 2004-ben a horvát hatóságok összesen 17 személy ellen, köztük Devetak ellen, két külön eljárást indítottak, és vádat emeltek ellenük népirtás és Hosszúlovász polgári lakossága ellen elkövetett háborús bűnök vádjával. A csoportban tizenöt személy esetében távollétükben tartották tárgyalást. 2009-ben megkezdték az eljárást Milan Tepavac és Ilija Vorkapić ellen is, akik viszont a horvát hatóságok rendelkezésére álltak. Az egy évvel későbbi tárgyaláson Tepavacot alkalmatlannak ítélték a bíróság elé állításra, Vorkapićot pedig 2012-ben felmentették.
A szerb hatóságok a Hosszúlovászben elkövetett háborús bűnökkel több, a kelet-szlavóniai szerb hatóságokkal kapcsolatban álló személyt is megvádoltak, akik közül négyen a JNA tisztjei, hatan pedig a „Dušan Silni” félkatonai szervezet korábbi tagjai voltak. A per 2008-ban kezdődött. 2012-ben a csoportot 70 horvát civil meggyilkolásáért összesen 128 év börtönbüntetésre ítélték. Devetak 20 év börtönt kapott, míg a többiek négytől tizennégy évig terjedő börtönbüntetést kaptak. 2014-ben azonban a fellebbviteli bíróság új eljárást rendelt el.
Az ICTY vádat emelt Goran Hadžić, a kelet-szlavóniai régió horvát szerb politikai vezetője, a horvátországi szerbek által a térségben korábban kikiáltott, majd a Krajinai Szerb Köztársaságba beolvadt Kelet-Szlavóniai, Baranyai és Nyugat-Szerémségi Autonóm Terület kormányának vezetője ellen is. A vádak közé tartozott az üldöztetés, a megsemmisítés, a gyilkosság, a bebörtönzés, a kínzás, az embertelen cselekmények és a kegyetlen bánásmód, a deportálás, a lakosság erőszakos áttelepítése, a szándékos megsemmisítés és a tulajdon kifosztása. Hadžić 2016 júliusában halt meg, még mielőtt a tárgyalás befejeződhetett volna.

## Fordítás
Ez a szócikk részben vagy egészben  a   Lovas killings című angol Wikipédia-szócikk ezen változatának fordításán alapul.  Az eredeti cikk szerkesztőit annak laptörténete sorolja fel. Ez a jelzés csupán a megfogalmazás eredetét és a szerzői jogokat jelzi, nem szolgál a cikkben szereplő információk forrásmegjelöléseként.